# Левікув
Левікув (пол. Lewików) — село в Польщі, у гміні Ласкажев Ґарволінського повіту Мазовецького воєводства.
Населення — 171 особа (2011).
У 1975-1998 роках село належало до Седлецького воєводства.

## Демографія
Демографічна структура станом на 31 березня 2011 року:
|          | Загалом | Допрацездатний вік | Працездатний вік | Постпрацездатний вік |
| -------- | ------- | ------------------ | ---------------- | -------------------- |
| Чоловіки | 85      | 26                 | 48               | 11                   |
| Жінки    | 86      | 18                 | 45               | 23                   |
| Разом    | 171     | 44                 | 93               | 34                   |